# Martin Hahn (Mediziner)

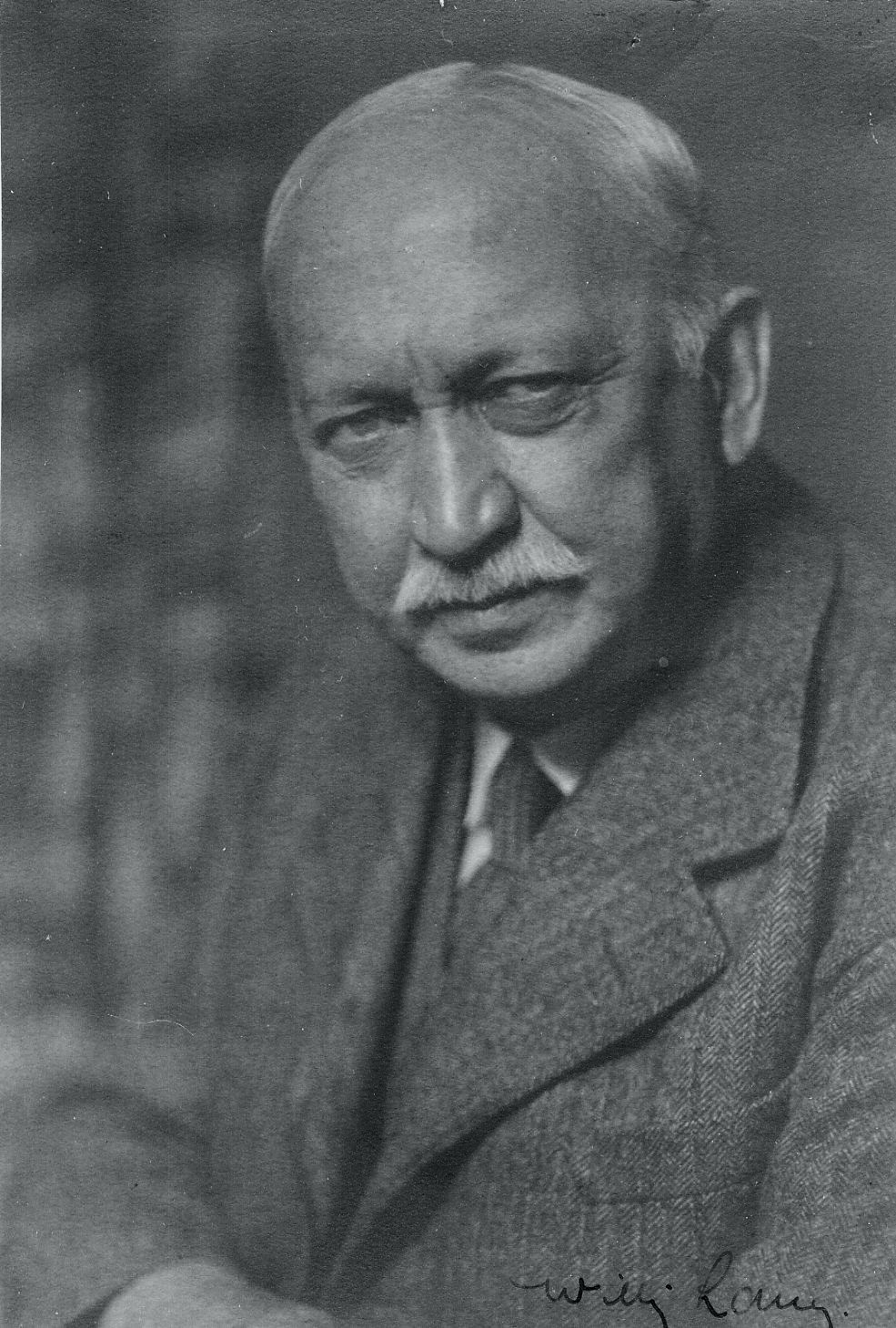
Martin Hahn

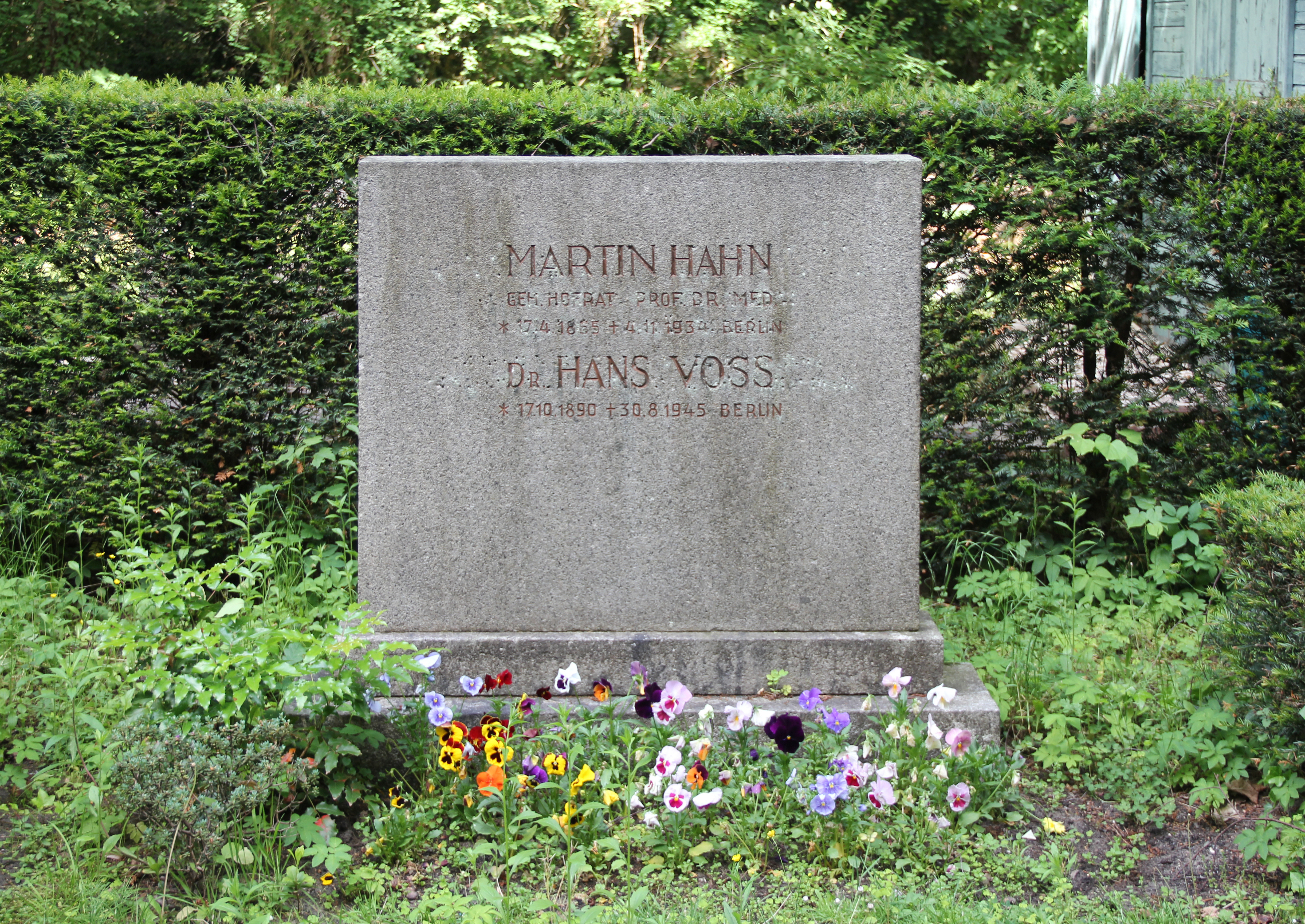
Ehrengrab Friedhof Wannsee, in Berlin-Zehlendorf

Martin Hahn (* 17. April 1865 in Berlin; † 4. November 1934 ebenda) war ein deutscher Mikrobiologe und Hygieniker. Er war von 1922 bis 1933 Leiter des Berliner Hygiene-Instituts.

## Leben
Martin John Hahn wuchs als vierter Sohn von Albert Hahn (1824–1898) und Therese geborene Rosenthal (1832–1912) geboren. Sein Vater entstammte einer jüdischen Kaufmannsfamilie, betrieb zunächst nur einen kleinen Kolonialwarenladen und baute ein großes Unternehmen mit Röhrenwalzenwerk und Kunstwollhandel im In- und Ausland (Russland) auf. Seine Schwester Martha war mit dem Neurologen Ernst Julius Remak (1849–1911) verheiratet, seine Schwester Gertrud mit dem Mathematiker Kurt Hensel (1861–1941), sein Bruder Oskar, der das Familienunternehmen fortführte,  war der Vater des Pädagogen Kurt Hahn (1886–1974).
Hahn, sich selbst zum evangelisch-lutherischen Glauben bekennend, studierte ab 1884 in Berlin, Freiburg, Heidelberg und München. Seine Laufbahn begann er 1889 bei Robert Koch am Berliner Hygiene-Institut. Die Weiterbildung absolvierte er bei Ernst Leopold Salkowski (1844–1923) am Pathologischen Institut in Berlin, bei Marcel Nencki in St. Petersburg, Max von Pettenkofer, Hans Buchner und Max von Gruber in München. 1922 übernahm er das Ordinariat des Hygieneinstituts in Berlin. Aufgrund des Erlasses des Berufsbeamtengesetzes vom 11. April 1933 und einer Diffamierung eines nichtjüdischen Mitarbeiters namens Heide wurde Hahn (ebenso wie sein in die Türkei emigrierter Mitarbeiter Julius Hirsch) seiner Ämter enthoben und reichte am 20. April 1933 seine vorzeitige Emeritierung ein.
Er war unverheiratet und wurde auf dem Friedhof Lindenstraße in Wannsee bestattet. Sein Grab ist seit 1984 als Ehrengrab der Stadt Berlin gewidmet.

## Wissenschaftliches Werk
Hauptarbeitsgebiete Hahns waren die Erforschung mikrobiologischer Vorgänge in der Zelle und immunologische Vorgänge bei Infektionskrankheiten, z. B. bei Luesconnata, Cholera, Tuberkulose und beim Typhus. Er entwickelte eine Methode zur Gewinnung von Zellstoffen aus dem Zytoplasma einer Zelle und lieferte Erkenntnisse zur Anwendung dieser Methode bei Hefezellen („zellfreie Gärung“), bei Zellen höherer Pflanzen bis hin zum Nachweis eines proteolytischen Enzyms im Hefepresssaft. Sozialhygienisch entwickelte er Lösungsansätze im Bereich der Wasser- und Lufthygiene, der Desinfektion und Sterilisation (Hahn’sches Sterilisationsverfahren für Nahtmaterial).
- Hahn wirkte als Autor an zwei Lehrbüchern mit:
  - E. Friedberger, R. Pfeiffer: Lehrbuch der Mikrobiologie. Mit besonderer Berücksichtigung der Seuchenlehre. Fischer-Verlag Jena 1919,
  - Wilhelm Kolle (Hrsg.): Handbuch der pathogenen Mikroorganismen, Kapitel: Natürliche Immunität. Fischer-Verlag, Jena 1931

## Würdigungen
Hahn war Vorsitzender der Ärztlichen Prüfungskommission des Universitätssenats, außerordentliches Mitglied des wissenschaftlichen Senats für das Heeressanitätswesen, Mitglied des Senats der Kaiser-Wilhelm-Akademie für das militärärztliche Bildungswesen sowie Mitglied in der Berliner Medizinischen Gesellschaft. Für seinen Einsatz im Ersten Weltkrieg als Kriegsfreiwilliger in Russland erhielt er das Eiserne Kreuz erster und zweiter Klasse. Im Jahre 1924 taucht erstmals die Titulierung als „Geheimer Rat“ auf. Um 1926 schuf Max Oppenheimer das Bildnis "Prof. Dr. Martin Hahn" (Öl auf Leinwand, 98 × 88 cm).